# Israel José Silva
Israel José Silva (ur. 6 stycznia 1983) – meksykański zapaśnik w stylu wolnym. Zdobył brązowy medal na mistrzostwach panamerykańskich w 2011. Brązowy medalista igrzysk Ameryki Środkowej i Karaibów w 2010 roku.